# Harry Zolnierczyk
Harrison „Harry“ Zolnierczyk (* 1. September 1987 in Toronto, Ontario) ist ein ehemaliger kanadischer Eishockeyspieler, der im Verlauf seiner aktiven Karriere zwischen 2007 und 2019 unter anderem 95 Spiele für die Philadelphia Flyers, Pittsburgh Penguins, New York Islanders, Anaheim Ducks und Nashville Predators in der National Hockey League (NHL) auf der Position des linken Flügelstürmers bestritten hat. Den Großteil seiner Karriere verbrachte Zolnierczyk aber in der American Hockey League (AHL), wo er über 440 Partien für sieben verschiedene Franchises absolvierte.

## Karriere
Zolnierczyk spielte während seiner Juniorenzeit von 2005 bis 2007 bei den Alberni Valley Bulldogs in der British Columbia Hockey League. Ohne von einem Franchise der National Hockey League in einem NHL Entry Draft ausgewählt worden zu sein, entschied sich der Stürmer zu einem Studium an der Brown University, wo er für das hiesige Eishockeyteam spielte.
Nach Abschluss seines vierjährigen Studiums wurde der Angreifer im März 2011 auf Basis eines Amateur Tryout Offer von den Philadelphia Flyers verpflichtet, die ihn in ihrem Farmteam, den Adirondack Phantoms, in der American Hockey League einsetzten. Im Sommer 2011 erhielt Zolnierczyk dann auch einen gültigen NHL-Vertrag. In den folgenden zwei Spielzeiten bis Anfang April 2013 kam er regelmäßig in der NHL und AHL zum Einsatz, ehe er im Tausch für Jay Rosehill zu den Anaheim Ducks transferiert wurde. Diese setzten ihn ausschließlich in der AHL bei den Norfolk Admirals ein und verlängerten seinen am Saisonende auslaufenden Vertrag nicht.
Als Free Agent wechselte der linke Flügelstürmer in die Organisation der Pittsburgh Penguins, wo er aber den Großteil der Spielzeit 2013/14 in der AHL bei den Wilkes-Barre/Scranton Penguins verbrachte. Es folgten ab Sommer 2014 weitere einjährige Engagements in den Franchises der New York Islanders und abermals Anaheim Ducks. Bei beiden Teams kam er allerdings nur noch dreimal in der NHL zum Einsatz und spielte ansonsten in der AHL bei den Bridgeport Sound Tigers und San Diego Gulls. Im Juli 2016 zog es ihn zu den Nashville Predators, die ihn vorerst für ihr Farmteam, die Milwaukee Admirals, verpflichteten. Später allerdings kam der Angreifer auch regelmäßig in der NHL zum Einsatz, wo er mit den Predators schließlich das Stanley-Cup-Finale erreichte und dort jedoch seinem früheren Team, den Pittsburgh Penguins, unterlag. Die Predators verlängerten den auslaufenden Vertrag Zolnierczyks aber nicht, so dass er erneut als Free Agent galt. Ende August 2017 erhielt er einen Probevertrag bei den Florida Panthers, aus dem jedoch kein festes Engagement wurde. Schließlich unterzeichnete der Angreifer im Oktober 2017 doch einen neuen Einjahresvertrag bei den Nashville Predators. Nach Erfüllung dessen erhielt er im Juli 2018 einen rein auf die AHL beschränkten Vertrag bei den Springfield Thunderbirds. In gleicher Weise wechselte er im Juli 2019 zum Hartford Wolf Pack, beendete aber noch vor der Spielzeit im Alter von 32 Jahren seine aktive Karriere.

## Erfolge und Auszeichnungen
- 2009 ECAC Hockey All-Academic Team
- 2011 NCAA Ivy-League Player of the Year

## Karrierestatistik
(Legende zur Spielerstatistik: Sp oder GP = absolvierte Spiele; T oder G = erzielte Tore; V oder A = erzielte Assists; Pkt oder Pts = erzielte Scorerpunkte; SM oder PIM = erhaltene Strafminuten; +/− = Plus/Minus-Bilanz; PP = erzielte Überzahltore; SH = erzielte Unterzahltore; GW = erzielte Siegtore; 1 Play-downs/Relegation; Kursiv: Statistik nicht vollständig)